# Elaphoglossum simplex
Elaphoglossum simplex är en träjonväxtart som först beskrevs av Olof Peter Swartz, och fick sitt nu gällande namn av Heinrich Wilhelm Schott. Elaphoglossum simplex ingår i släktet Elaphoglossum och familjen Dryopteridaceae. Inga underarter finns listade.